# گلدان‌های شکسته
گلدان‌های شکسته (ترکی استانبولی: Kırık Çanaklar) یک فیلم به کارگردانی ممدوح اون است که در سال ۱۹۶۰ منتشر شد. از بازیگران آن می‌توان به لاله اورال اوقلو و تورگای اوزاتای اشاره کرد. این فیلم به یازدهمین جشنواره بین‌المللی فیلم برلین راه یافته بود.